# Utagawa Kuniyasu
Pour les articles homonymes, voir Utagawa.
Utagawa Kuniyasu (歌川 国安) (1794–1832), est un artiste japonais membre de l'école Utagawa, surtout connu pour ses estampes du style ukiyo-e.

## Carrière
On sait peu de choses de la vie de Kuniyasu. Né en 1794, son nom est alors Kuniyasu Yasugorō. Son professeur est le maître Toyokuni de l'école Utagawa.
La plus ancienne œuvre de Kuniyasu qui nous est parvenue sont des illustrations pour le livre Hanashi no momochidori (噺の百千鳥). Il a illustré une centaine d'ouvrages environ et dessiné des centaines d'impressions sur feuille unique de belles femmes (bijin-ga) et d'acteurs (yakusha-e).
Kuniyasu emploie également les gō Ippōsai et Nishikawa Yasunobu. Il meurt à l'âge de 39 ans pendant le 7e mois de 1832. Ses impressions continuent à paraître après sa mort, ce qui peut suggérer qu'elles étaient populaires.

Estampes d'Utagawa Kuniyasu
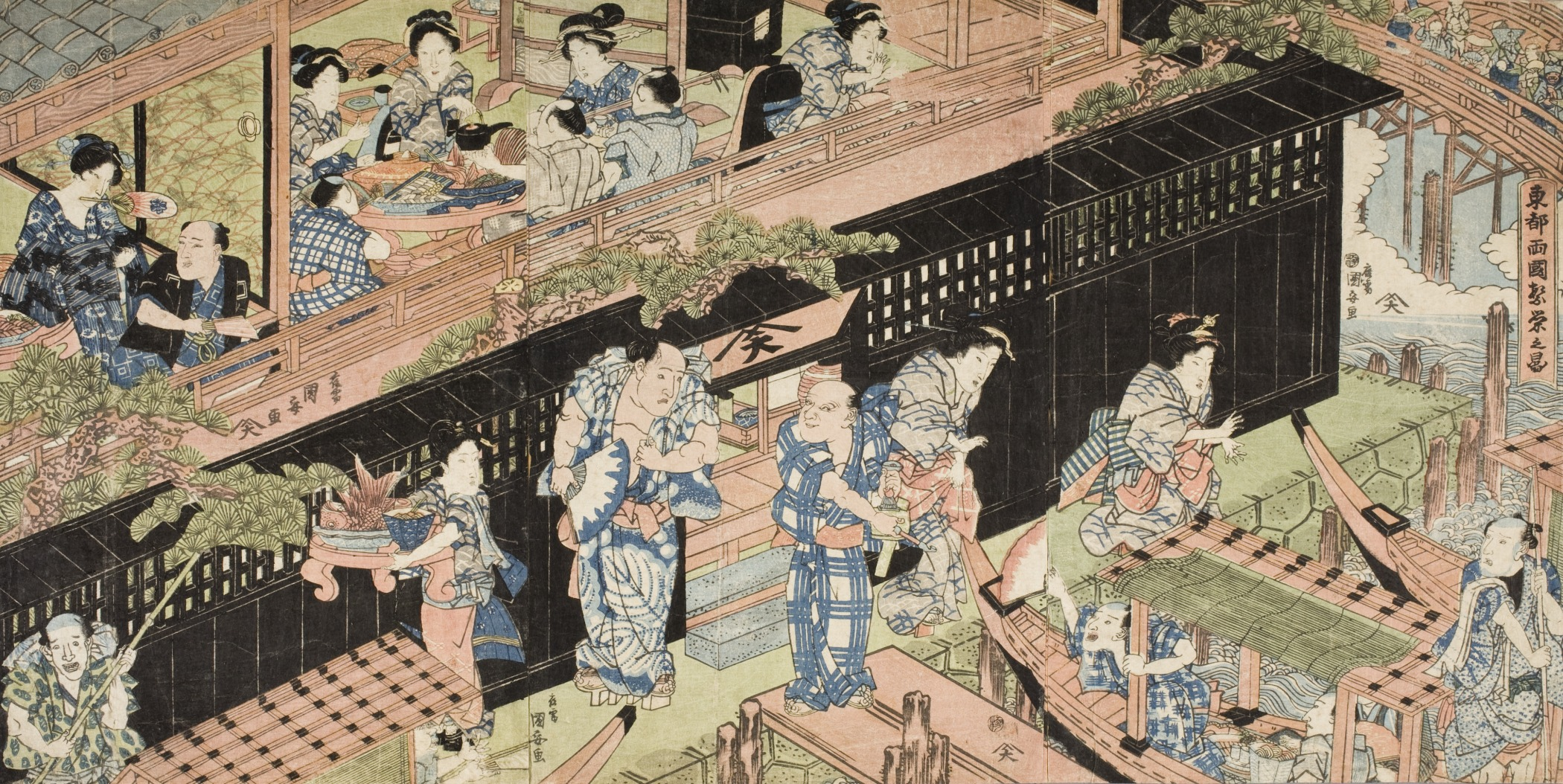
Foules à Ryōgoku, c. 1820.
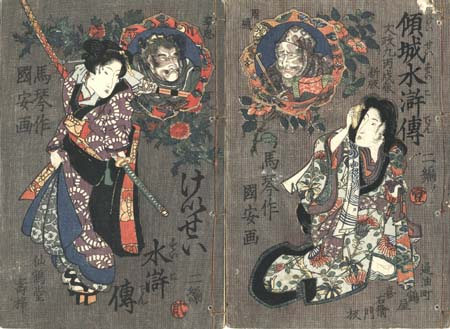
Extrait de Keisei Suikoden, 1826.
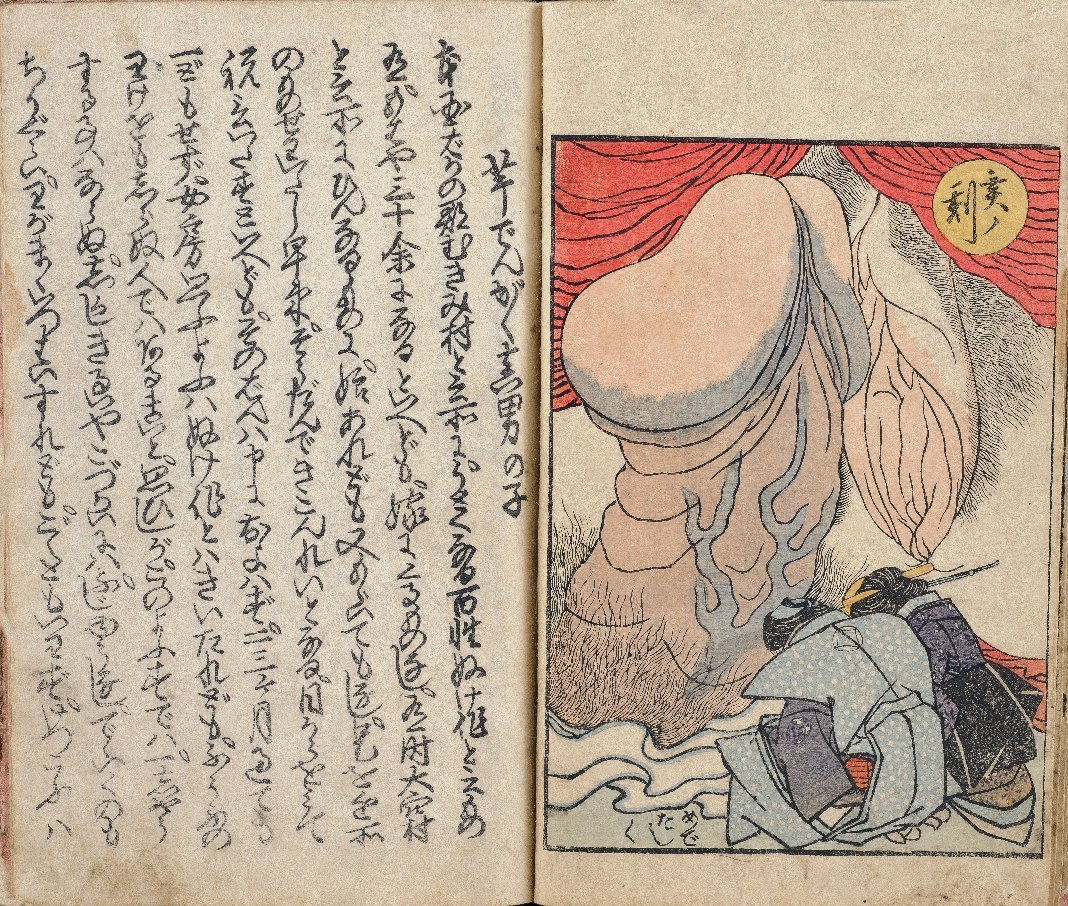
Le port de l'amour sur l'île des femmes, 1830.
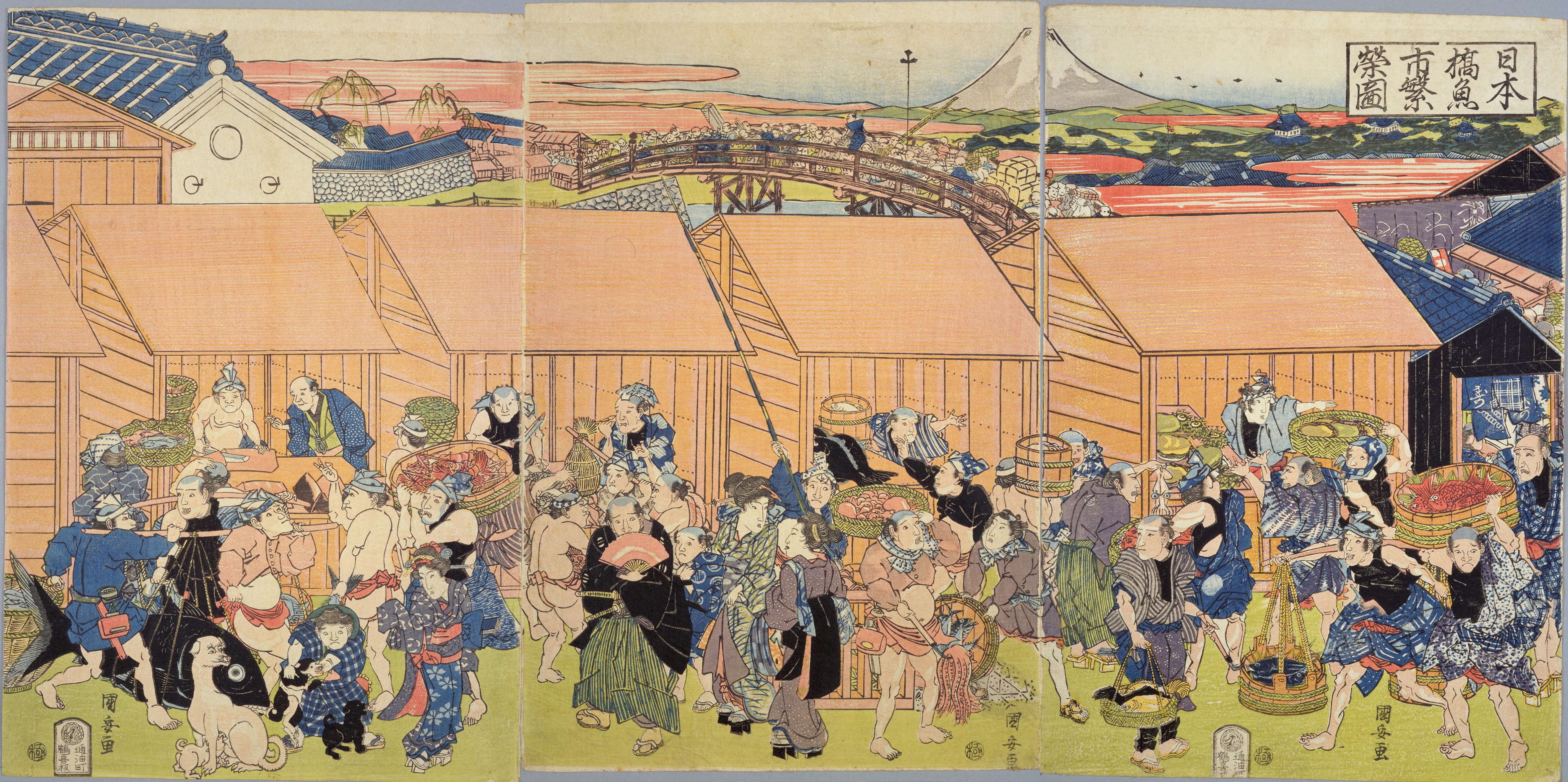
La prospérité du marché aux poissons de Nihonbashi